# Sicario 2. – A zsoldos
A Sicario 2. – A zsoldos (eredeti cím: Sicario: Day of the Soldado)  2018-ban bemutatott amerikai krimi-thriller, melyet Stefano Sollima rendezett és Taylor Sheridan írt. A film Sicario – A bérgyilkos (2015) című film folytatása. A főszereplők Benicio del Toro, Josh Brolin, Jeffrey Donovan, Isabela Moner, Manuel Garcia-Rulfo és Catherine Keener.

## Szereplők
- Benicio del Toro – Alejandro Gillick (Sarádi Zsolt)
- Josh Brolin – Matt Graver (Kőszegi Ákos)
- Isabela Moner – Isabela Reyes (Pekár Adrienn)
- Jeffrey Donovan – Steve Forsing (Kardos Róbert)
- Manuel Garcia-Rulfo – Gallo (Makranczi Zalán)
- Catherine Keener – Cynthia Foards (Tóth Enikő)
- Matthew Modine – James Riley védelmi miniszter (Fazekas István)
- Shea Whigham – Andy Wheeldon

## Folytatás
A Sicario 2. – A zsoldos kiadása előtt Trent Luckinbill kijelentette, hogy folyamatban van a film harmadik részének készítése.